# Vallat
Vallat es un municipio de la provincia de Castellón perteneciente a la Comunidad Valenciana, España. Está situado en la comarca del Alto Mijares. Cuenta con una población de 71 habitantes (INE 2024). Se trata de un municipio hispanófono, en el que el español cuenta con el predominio lingüístico reconocido legalmente.

## Geografía
El núcleo urbano se sitúa junto al cauce del río Mijares y se encuentra a una altitud de 276 metros. 
Su término municipal es regado por el río Mijares y en su cercanía se encuentra el embalse de Ribesalbes. Gran parte del término se halla poblado de grandes extensiones de bosque en donde las especies predominantes son los pinos y las encinas. Así, 430 hectáreas del término municipal están ocupadas por extensiones boscosas y tan sólo 40 por superficies de cultivos.
Las alturas medias no son excesivamente importantes y la influencia del cercano mar Mediterráneo provocan que en Vallat se disfrute de un clima muy agradable.
Desde Castellón de la Plana se accede a esta localidad a través de la CV-20 y luego tomando la CV-194.

### Localidades limítrofes
Toga, Argelita, Fanzara y Espadilla todas de la provincia de Castellón.

## Historia
Sus orígenes son difíciles de determinar por carecer de documentación fiable. Se han localizado datos de la época de dominación almohade en el siglo XIII, hecho que da a entender su origen musulmán. La localidad que fue reconquistada por el rey Jaime I en el año 1231 formaba parte del señorío de Zayd Abu Zayd. En 1242 el pueblo pasó a formar parte de la Baronía de Arenós. En 1465 pasa a formar parte del duque de Villahermosa, del que aún se conservan las ruinas de un palacio. 
En 1609 fueron expulsados los moriscos, los cuales componían una gran parte de la población de Vallat, hecho que supuso un periodo de fuerte decadencia. En 1837, tras la desamortización de Mendizábal, el municipio pasa a ser propiedad de particulares.
Posteriormente, en la década de los años 60 del siglo pasado, hubo un espectacular aumento de la población (más de 600 habitantes), por la construcción de la nueva central hidroeléctrica, para decaer de nuevo en los años 80 con un total de 14 habitantes.

## Administración
| Periodo   | Nombre                       | Partido       |
| --------- | ---------------------------- | ------------- |
| 1979-1983 | Adolfo Escrig Badenes        | Independiente |
| 1983-1987 | Adolfo Escrig Badenes        | AP-PDP-UL-UV  |
| 1987-1991 | Fernando Rovira Hernando     | CDS           |
| 1991-1995 | Emilio Morte Martínez        | PSPV-PSOE     |
| 1995-1999 | Emilio Morte Martínez        | PSPV-PSOE     |
| 1999-2003 | Emilio Morte Martínez        | PSPV-PSOE     |
| 2003-2007 | Miguel Sáez López            | PP            |
| 2007-2011 | Miguel Sáez López            | PP            |
| 2011-2015 | María José Colomer Aguilella | PP            |
| 2015-2019 | José Rovira Campos           | PP            |
| 2019-2023 | Óscar Edo Centelles          | PP            |
| 2023-act. | Esther Gómez Pitarch         | [Compromís]   |

## Demografía
Vallat cuenta con una población de 71 habitantes (INE 2024).
| Gráfica de evolución demográfica de Vallat entre 1842 y 2021                                                        |
| |
| Población de derecho según los censos de población del INE Población de hecho según los censos de población del INE |

Debido a la fuerte emigración de los valladinos hacia la zona industrial de La Plana, Vallat se encuentra casi despoblado.
| 1990 | 1992 | 1994 | 1996 | 1998 | 2000 | 2002 | 2004 | 2005 | 2007 |
| ---- | ---- | ---- | ---- | ---- | ---- | ---- | ---- | ---- | ---- |
| 32   | 34   | 39   | 43   | 46   | 57   | 51   | 62   | 71   | 71   |

## Economía
Cavanilles describió esta población como "pueblo corto, y de pocos frutos"; en la actualidad la agricultura presenta una superficie casi testimonial en Vallat. Antaño existían algunas extensiones de cultivos de secano dispuestos en el clásico abancalamiento en terrazas, aunque hoy en día gran parte de ellos están abandonados. Hoy el cultivo que más presente en el municipio es el naranjo y otros de regadío, realizándose estos en torno al cauce del río Mijares.
Los pocos habitantes que posee la localidad dedican sus esfuerzos a las tareas agrícolas y algunos otros a la industria cerámica ubicada en la vecina comarca de la Plana Baja.

## Monumentos

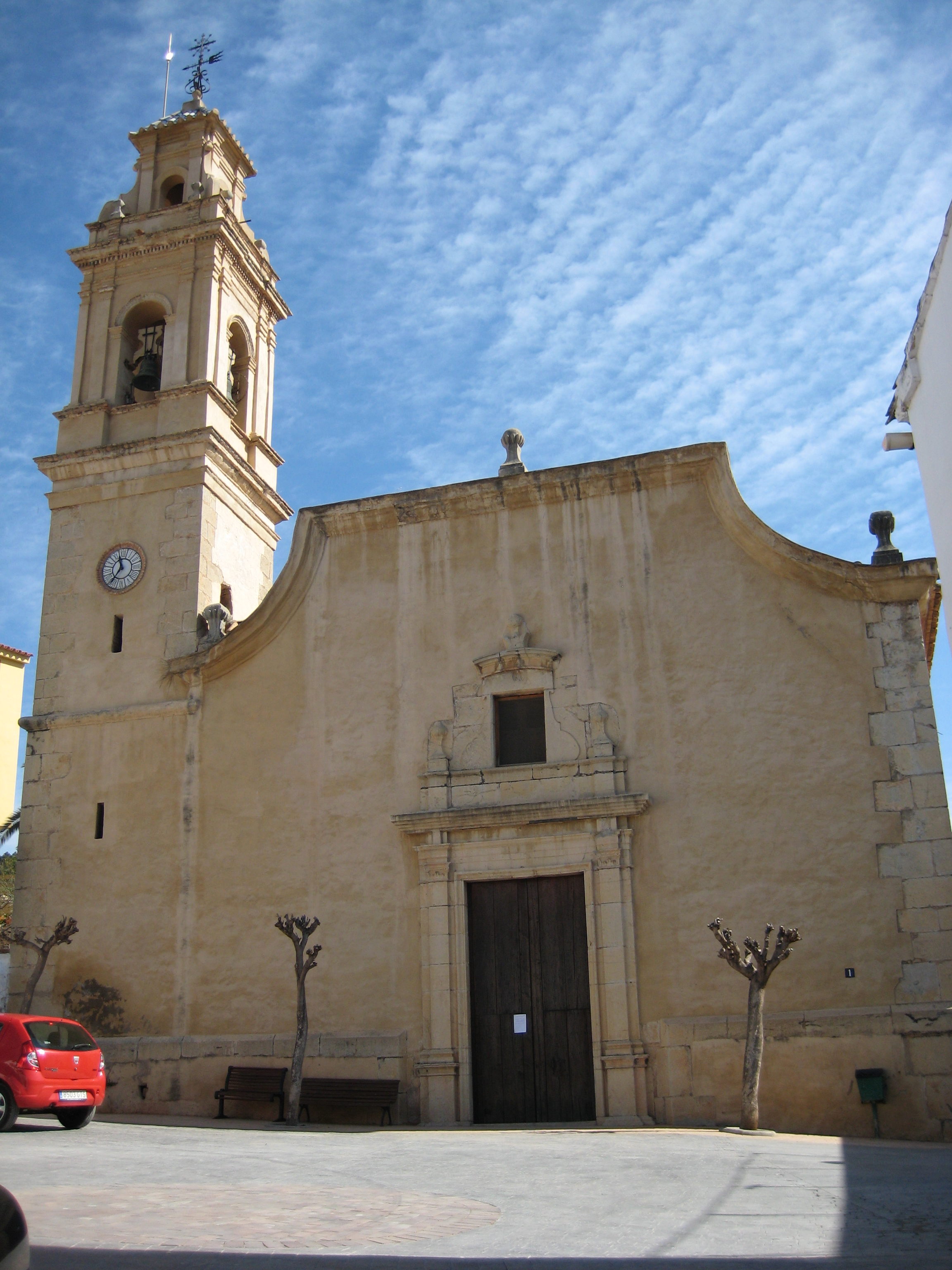
Iglesia Parroquial de San Juan Evangelista

### Monumentos religiosos
- Iglesia Parroquial de San Juan Evangelista. Templo de una sola nave de estilo corintio del siglo XVIII. Iglesia sencilla cuya decoración es de corte academicista o neoclásico, en cuyo altar mayor se alza la figura del patrono del pueblo, San Juan Evangelista.

### Monumentos civiles

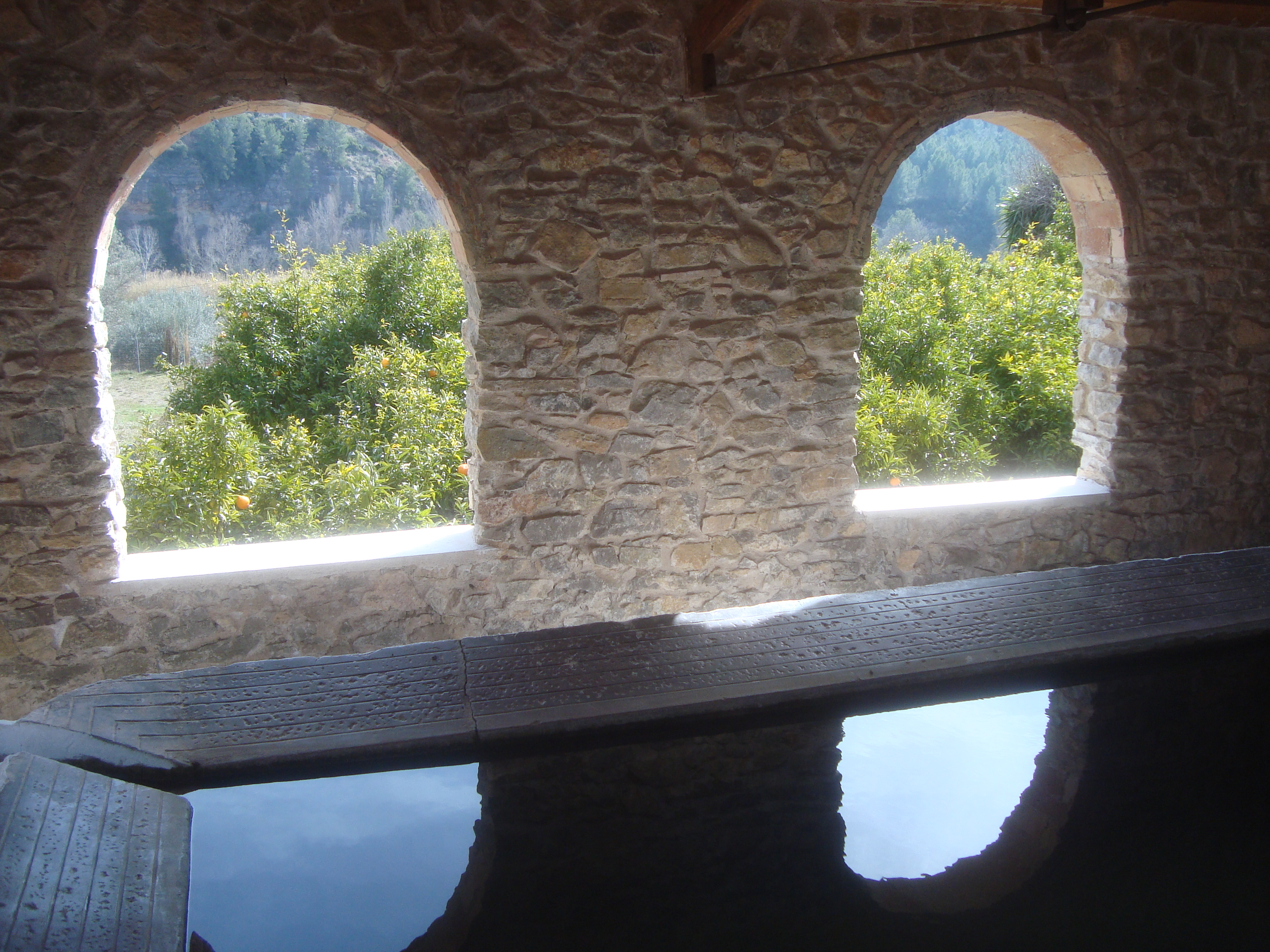
Lavaderos municipales de Vallat.

- Vallat, mural cerámico, Mancomunidad Espadà-Millars (Castellón).Lavaderos municipales de Vallat.Castillo de Ganalur. Existen muy pocos datos referentes a este castillo. Sabemos que ya existía en los siglo XIII y XIV porque existen documentos que así lo atestiguan. En el Llibre del Repartiment se deja clara su existencia, donde se indica su proximidad al castillo de la Mola del Bou Negre, en Argelita, y en el cual queda constancia de la orden de destrucción del castrum et villa de Ganalur. Es por esta razón que hoy se encuentra arruinado totalmente e incluso es difícil encontrar su ubicación exacta. Sus ruinas se encuentran en una loma situada al oeste de Vallat, en una zona muy próxima a las demarcaciones de Argelita y Toga. El castillo debió defender el límite de la baronía de Arenós y pertenecía al almohade Zayd Abu Zayd, como la mayor parte de estos territorios. Únicamente se observan diversos y esparcidos restos que debieron de pertenecer a esta fortaleza.

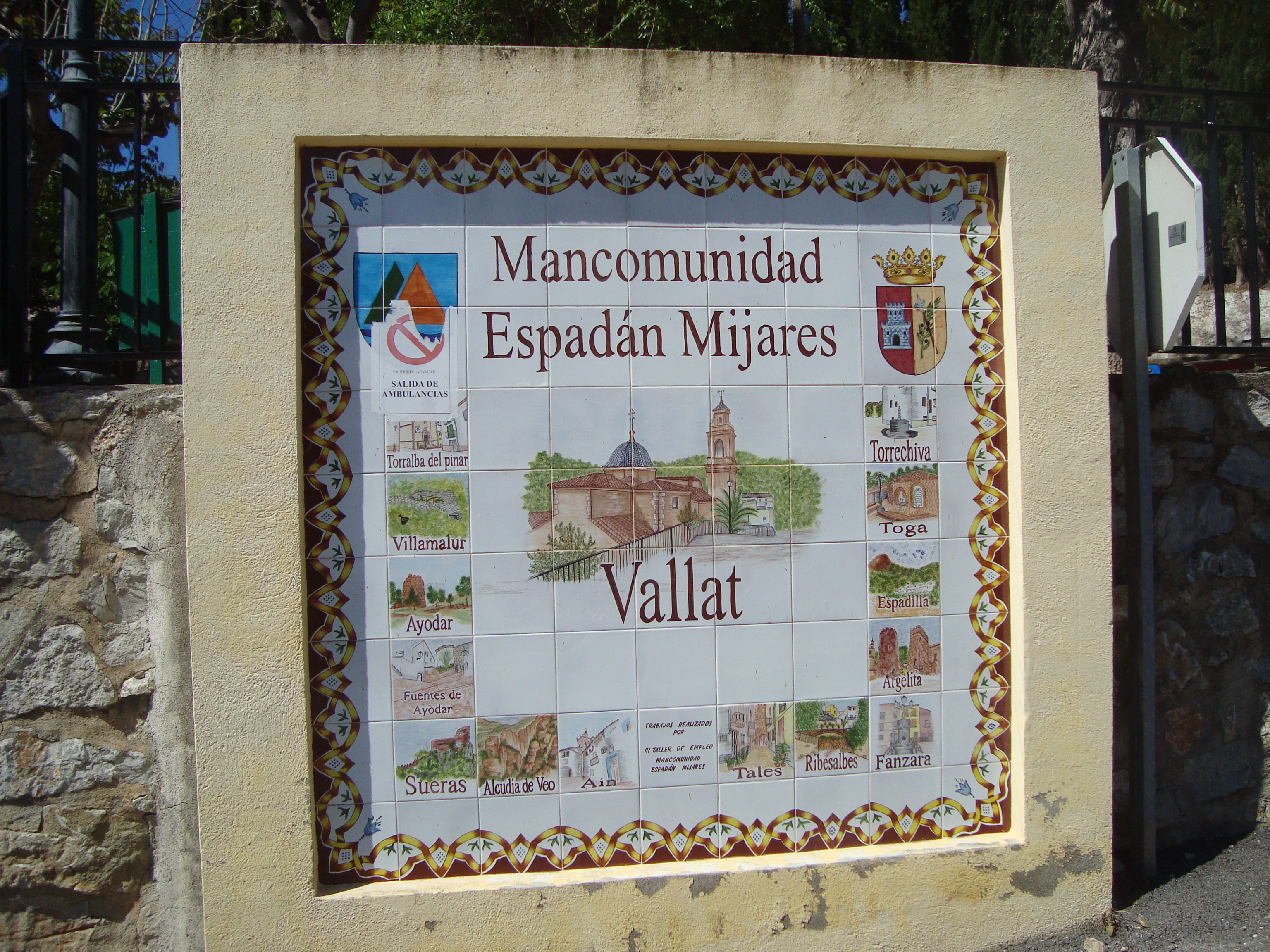
Vallat, mural cerámico, Mancomunidad Espadà-Millars (Castellón).

- Casa Abadía. Casa consistorial originaria del siglo XVII. Es una de las viviendas existentes más antigua de la población, posiblemente antigua mezquita y posterior iglesia católica.

## Lugares de interés
- Río Mijares y su afluente el río Villahermosa. El río Villahermosa desagua sus aguas sobre el río Mijares. La existencia de dos cursos de agua transparente, sin contaminación y constante a lo largo de todo el año que atraviesan todo el término municipal confiere a este municipio un atractivo especial por dotar de mayor riqueza y diversidad al entorno natural. En el entorno de ambos ríos es preciso citar lugares especialmente atractivos como son: el Pozo de la Roca del Molino (frente al pueblo, siendo utilizada como piscina natural), el Pozo de Vidal y la Peña Negra. En la confluencia de los dos ríos se alza la presa de Vallat, embalse de reducidas dimensiones, así como la central eléctrica que aprovecha el agua del río para transformarla en energía eléctrica.
- Mina de mármol. Se encuentra en la denominada montaña del Cerro. En esta montaña todavía se aprecia con exactitud la ubicación de esta mina.

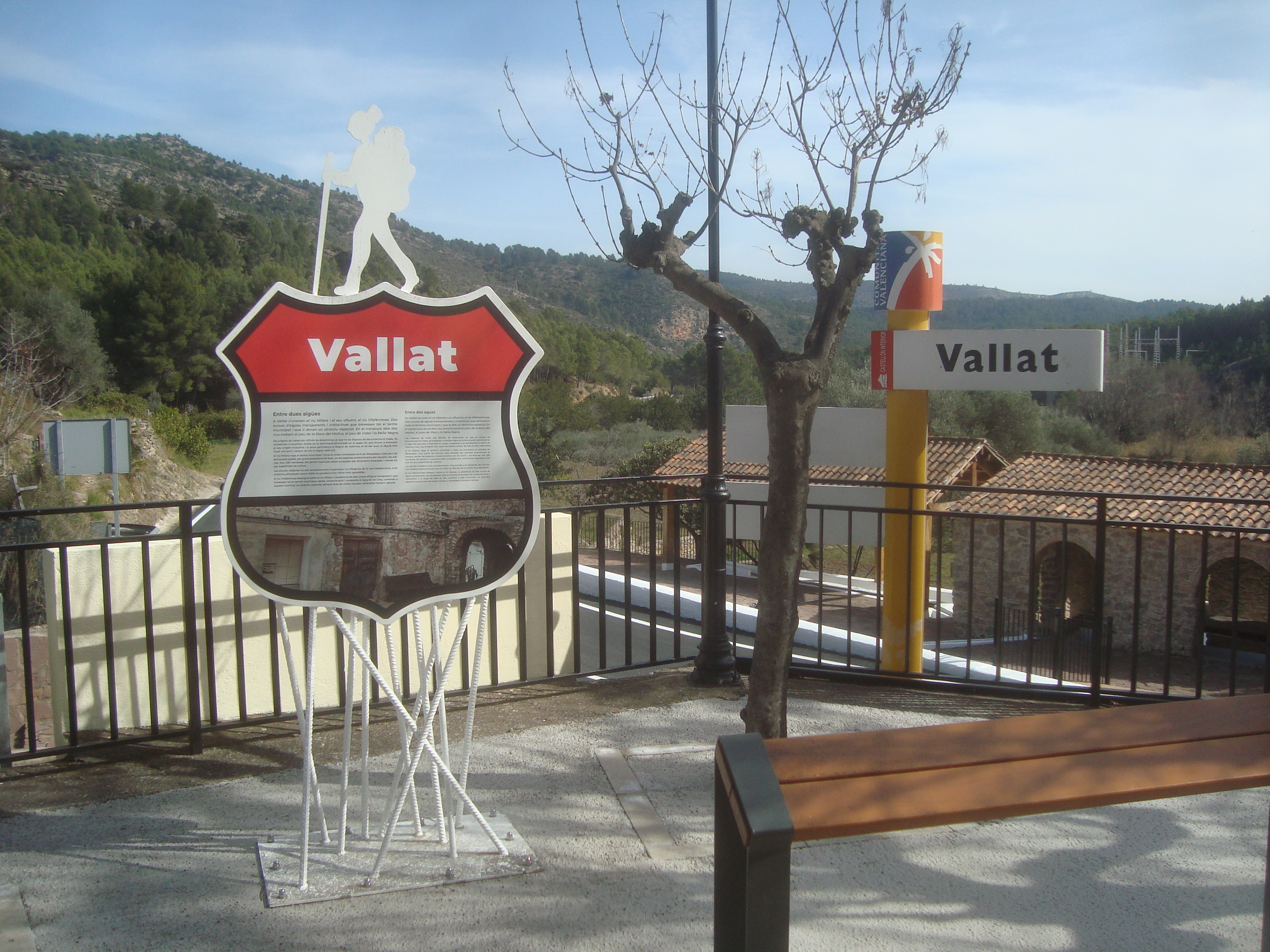
Vallat. Ruta 99.

Existen numerosas fuentes con propiedades minero-medicinales dispersas por el término municipal. Son las fuentes de Ramírez, de la Casa de la Señora, la de la Salud...